# 초승달데구
초승달데구(Octodon lunatus)는 데구과에 속하는 설치류의 일종이다. 칠레의 토착종으로 칠레 중부 지역의 태평양 해안을 따라 산악 지역에서 발견된다.

## 생태
근연종 커먼데구와 달리, 초승달데구는 야행성 동물(밤에 활동적인)이다. 복부의 털은 야행성 습성의 결과로 다른 데구과 동물들보다 자외선을 훨씬 덜 반사하는 것으로 드러났다. 초승달데구는 깊은 어금니 압흔을 가지고 있지만, 마지막 어금니 안쪽에는 오목한 곳이 없다.

## 서식지
커먼데구보다는 칠레에 덜 널리 분포하며, 해안가 근처의 울창한 관목 지대에 서식한다. 서식지 분포는 안데스 산맥의 해수면부터 1,200m 사이 지역이다.